# Südliche Alpenschrecke
Die Südliche Alpenschrecke (Anonconotus apenninigenus) ist eine Langfühlerschrecke aus der Unterfamilie der Tettigoniinae innerhalb der Überfamilie der Laubheuschrecken. Sie galt früher als weit verbreitet im Apennin und in den Südalpen. Später wurden die meisten Lokalpopulationen, darunter alle aus den Alpen, anderen, neu beschriebenen Arten zugewiesen. Heute wird der Name nur noch der Population von der Typlokalität zugewiesen, von wo die Art aber seit langer Zeit bei Nachsuche nicht mehr gefunden wurde. Ob diese Art noch existiert, ist damit ungewiss.

## Merkmale
Die Art ähnelt den anderen Vertretern der Gattung Anonconotus in der Färbung und im Körperbau. Es handelt sich um Laubheuschrecken, bei denen die Flügel bei den Männchen stark verkürzt, bei den Weibchen noch weiter zu meist schwer sichtbaren Schüppchen reduziert sind. Das Pronotum ist an den Seiten kantig, aber ungekielt, mit einem verkürzten Mittelkiel. Es ist bei den Arten der Gattung charakteristisch oberflächlich gerunzelt. Auch das Abdomen ist fein gerunzelt, mit einem undeutlichen Mittelkiel. Die Antennen sind etwas länger als der Körper. Die Tiere sind in variablen Anteilen braun oder grün gefärbt, oft innerhalb derselben Population bunt und verschiedenfarbig, so dass man im ersten Eindruck meinen kann, es handele sich um verschiedene Arten. Bei den Weibchen ist der Ovipositor relativ lang und in ganzer Länge gleichmäßig gebogen, im Spitzenabschnitt (Apex) gekörnt.
Die Arten sind sicher nur im männlichen Geschlecht unterscheidbar. Wichtigstes Merkmal ist die Gestalt der Titillatoren. Diese sind bewegliche, hakenförmige Anhänge seitlich des Aedeagus, die bei der Kopulation als Klammerorgane dienen. Bei Anonconotus sind die Titillatoren im Apikalteil außen bedornt. Weitere, ergänzende Merkmale sind die Länge der Hinterflügel, diese sind beim Männchen kürzer als bei vielen anderen Arten der Gattung, sie erreichen nicht die Mitte des ersten Tergits des Hinterleibs. Beim Weibchen sind sie sehr klein, aber etwas größer als bei anderen Arten und dadurch am Hinterrand des Pronotum ein wenig sichtbar, nicht völlig von diesem verdeckt. Eine sichere Bestimmung der Art ist aber nur im männlichen Geschlecht anhand der Form der Titillatoren und der Cerci möglich.

## Verbreitung und Gefährdung
Einziger bekannter Fundort dieser Art ist die Typuslokalität, an der Targioni Tozzetti die Art 1881 erstbeschrieb. Er selbst gibt den Fundort an als „in subapenninis prope Florentiam reperta“, daraus ist keine genaue Identifizierung möglich. Anhand späterer Angaben des Erstbeschreibers stammen sie wohl von einer St.Ilario benannte Lokalität, gelegen bei der Ortschaft Consuma, Gemeinde Pelago im florentiner Apennin. Spätere Nachsuche in dieser Region erbrachte keine neuen Funde. In der Roten Liste der europäischen Heuschrecken wird die Art daher in der Kategorie critically endangered, possibly extinct, geführt. Sie ist also möglicherweise schon ausgestorben. Es erscheint aber möglich, dass irgendwo im Apennin noch Neufunde gelingen könnten, da die Populationen der Gattung oft kleine, eng begrenzte Areale besiedeln.

## Taxonomie und Systematik
Die Art wurde 1881 durch den italienischen Entomologen Adolfo Targioni Tozzetti, als Omalota apenninigena, erstbeschrieben. Die Gattung Omalota Brunner von Wattenwyl, 1882 (Schreibvariante: Analota) gilt heute als Synonym von Anonconotus Camerano, 1878. Die Erstbeschreibung ist kurz und vage, heute als wichtig für die Artdiagnose eingeschätzte Merkmale werden nur unzureichend oder gar nicht behandelt. Die Art wurde durch Kurt Harz, später nochmals durch Adolf Nadig, nach Tieren aus den Südalpen, neu beschrieben.
Anonconotus apenninigenus galt bis Anfang der 2000er Jahre als eine im Süden der Westalpen, in der Schweiz, Italien und Frankreich weit verbreitete Art. Im Jahr 2002 legten Gilles Carron und Kollegen eine Revision der Gattung vor. Dabei zeigten sie, dass sich die Tiere der Südalpen signifikant von dem Typusmaterial von Adolfo Targioni Tozzetti unterscheiden. Nach ihren, seitdem vielfach bestätigten Ergebnissen kommt Anonconotus apenninigenus in den Alpen nicht vor. Der vorher vergebene Trivialname „Südliche Alpenschrecke“ ist also etwas irreführend.
Carron et al. beschrieben Anonconotus apenninigenus nun neu (also zum vierten Mal), anhand des Typusmaterials von Targioni Tozzetti und neu entdeckten lebenden Tieren von den Monti Sibillini und Monti Reatini in den Abruzzen.  Die Tiere von dort wurden dann aber von Antonio Galvagni als eigene Art Anonconotus sibyllinus abgetrennt. Sie unterscheiden sich demnach im männlichen Geschlecht von denjenigen von Targioni Tozzetti in der Gestalt der Titillatoren und der Cerci. Damit verblieb der Name Anonconotus apenninigenus nur bei den Tieren von der Typlokalität in den zentralen Apenninen. Auch seitdem sind keine Funde andernorts bekannt geworden.